# ماریسا بلی
ماریسا بلی (انگلیسی: Marisa Belli؛ زادهٔ ۱۲ آوریل ۱۹۳۳ - ۹ دسامبر ۲۰۱۷) بازیگر اهل ایتالیا است.
از فیلم‌هایی که وی در آن نقش داشته‌است، می‌توان به احساس مالکیت و هیکل دختر زیبا اشاره کرد.